# Bezalles
Bezalles is een gemeente in het Franse departement Seine-et-Marne (regio Île-de-France) en telt 162 inwoners (1999). De plaats maakt deel uit van het arrondissement Provins.

## Geografie
De oppervlakte van Bezalles bedraagt 2,7 km², de bevolkingsdichtheid is 60,0 inwoners per km².
De onderstaande kaart toont de ligging van Bezalles met de belangrijkste infrastructuur en aangrenzende gemeenten.

## Demografie
Onderstaande figuur toont het verloop van het inwonertal (bron: INSEE-tellingen).